# Chociwel (Basse-Silésie)
Pour les articles homonymes, voir Chociwel (homonymie).
Chociwel est une localité polonaise de la gmina et du powiat de Strzelin en voïvodie de Basse-Silésie.